# Thallarcha eremicola
Thallarcha eremicola är en fjärilsart som beskrevs av Pescott 1951. Thallarcha eremicola ingår i släktet Thallarcha och familjen björnspinnare. Inga underarter finns listade i Catalogue of Life.

## Bildgalleri

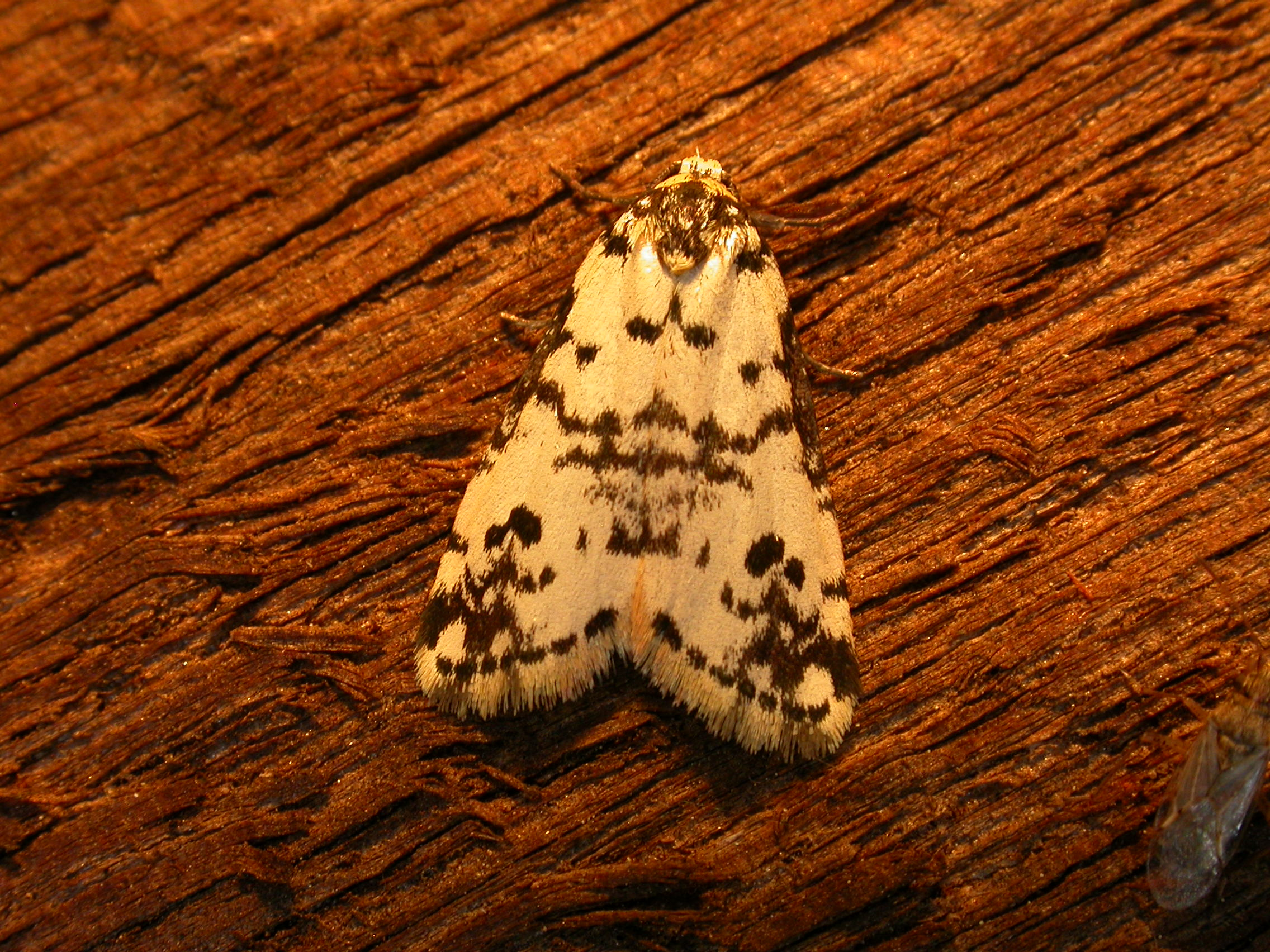